# Richard Murray
Richard Murray, född 27 juli 1941 i Stockholm, är en svensk nationalekonom och politiker.
Han blev fil dr i nationalekonomi vid Stockholms universitet 1983 och chefsekonom vid Statskontoret 1987. Han har bland annat varit ordförande i studentorganisationen Liberala förbundet mellan 1970 och 1971. Murray var med och grundade det lokala Stockholmspartiet som kom in i Stockholms kommunfullmäktige i valet 1979.
Murray är sedan 1993 ordförande i Förbundet för Ekoparken. , och är redaktör för boken "Why Cities Need Large Parks: 
Large Parks in Large Cities" (Routledge 2021). 